# Plögerscher Gasthof

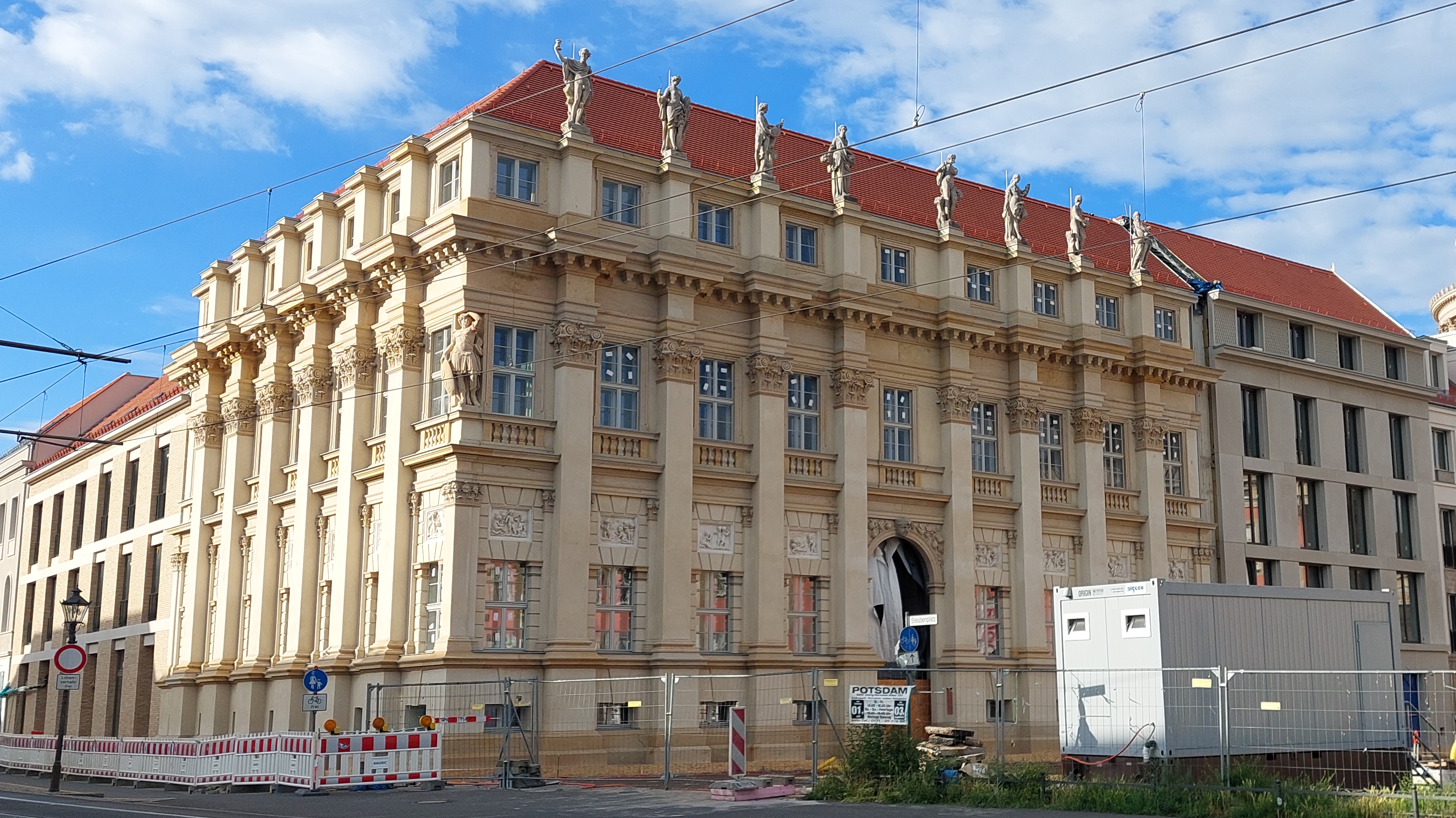
Plögerscher Gasthof (2024)

Der Plögersche Gasthof ist ein palladianisches Bürgerhaus an der Ecke Schloßstraße/Friedrich-Ebert-Straße in Potsdam. Es wurde im Jahr 1754 im Auftrag von Friedrich dem Großen nach Entwurf von Carl Ludwig Hildebrandt erbaut. Als Vorlage diente der Palazzo Valmarana in Vicenza. Beim Luftangriff auf Potsdam 1945 beschädigt und beim Umbau der Innenstadt 1958 abgerissen, wurde die Fassade 2021 bis 2024 rekonstruiert.

## Geschichte

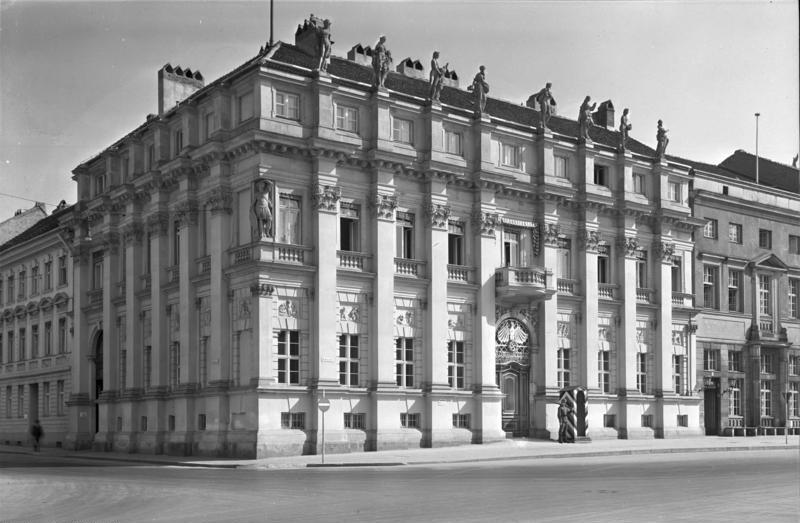
Ansicht vor 1945

Das ursprüngliche Gebäude wurde 1754 durch den preußischen Baumeister Carl Ludwig Hildebrandt errichtet. Es reihte sich damit in eine Vielzahl von Bauwerken ein, die Friedrich der Große nach italienischen Vorbildern erbauen ließ. In diesem Fall war es der Palazzo Valmarana in Vicenza, der von Andrea Palladio entworfen worden war. Der Name Plögerscher Gasthof geht auf Johann Christoph Plöger zurück, der das Haus 1765 erwarb und einen Gasthof mit dem Namen „Zum Prinzen von Preußen“ betrieb. Zwei prominente Gäste im Mai 1778 waren Herzog Carl-August von Sachsen-Weimar-Eisenach und sein Begleiter Johann Wolfgang von Goethe. Ab 1819 beherbergte das Gebäude die örtliche Kommandantur. Seit 1888 befand sich über dem Rundbogenportal ein Balkon. 
Den Luftangriff auf Potsdam am 14. April 1945 hatte das Haus mit Hitzerissen überstanden, brannte jedoch bei den anschließenden Kämpfen um die Stadt am Monatsende aus. Dabei blieben der Figurenschmuck und die beiden Schaufassaden nahezu unbeschädigt erhalten. Das Gebäude galt als unbewohnbar, war aber wiederaufbaufähig und denkmalgeschützt. Nach jahrelangen Auseinandersetzungen mit Denkmalpflegern und verworfenen Aufbauplänen beschloss der Rat der Stadt Potsdam am 18. Juni 1958 die Beseitigung der Ruine, da sie angeblich „eine ständige Gefahr für die werktätige Bevölkerung“ und den Straßenverkehr darstelle. Der Beschluss war auf Drängen der Sozialistischen Einheitspartei Deutschlands (SED) erfolgt, deren Propaganda wochenlang „die Enttrümmerung der ehem. faschistischen Wehrmachtskommandantur“ feierte. Nach dem Abriss entstand dort von 1971 bis 1977 ein Neubau für das Institut für Lehrerbildung Potsdam, das seit 1991 von der Fachhochschule Potsdam genutzt wurde.
Mit der Rekonstruktion zahlreicher Gebäude in der Potsdamer Innenstadt, darunter das Stadtschloss und der Palast Barberini, wurde auch der Wiederaufbau des Plögerschen Gasthofs beschlossen. 2017/2018 wurde das Gebäude der Fachhochschule abgerissen. Danach wurde auf dem Gelände mit archäologischen Ausgrabungsarbeiten begonnen. Unter den Resten des Plögerschen Gasthofs wurden neben Steinzeug aus dem 16. Jahrhundert auch Kellermauern der Vorgängerbauten entdeckt. Im Keller selbst wurden nur wenige Funde gemacht, was damit zusammenhängen könnte, dass der Plögersche Gasthof im Krieg nicht gänzlich zerstört wurde und viele Gegenstände vor der Sprengung im Jahr 1958 aus der Ruine geborgen wurden.
Von 2021 bis 2024 wurde die palladianische Fassade des Plögerschen Gasthofs unter Verwendung von Spolien rekonstruiert. Der Wiederaufbau wurde durch die Potsdamer Wohnungsgenossenschaft 1956 eG durchgeführt; die Planung erfolgte durch Jörg Springer. Der Verein Stadtbild Deutschland wählte die Plögersche Gasthofsrekonstruktion zum Gebäude des Jahres 2024. Am Bau des gesamten Blocks waren insgesamt sechs verschiedene Bauherren beteiligt, die aufgrund der räumlichen Gegebenheiten sowohl beim Aushub der Baugrube als auch beim Rohbau gemeinschaftlich zusammenarbeiten. Für den Plögerschen Gasthof ist eine kulturelle und gastronomische Nutzung vorgesehen. Im Obergeschoss sollen ein Veranstaltungsraum und Büroräume entstehen; unter dem Dach vier Maisonette-Wohnungen von jeweils ca. 100 Quadratmetern. Da die Friedrich-Ebert-Straße aufgrund der Straßenbahn heute breiter ist als ursprünglich, wurde beim rekonstruierten Gebäude vom historischen Stadtgrundriss abgewichen. Das Gebäude rückte leicht nach Osten und die Zeile wurde etwas kürzer als historisch. Gleiches gilt für das benachbarte Ensemble Acht Ecken.

## Beschreibung

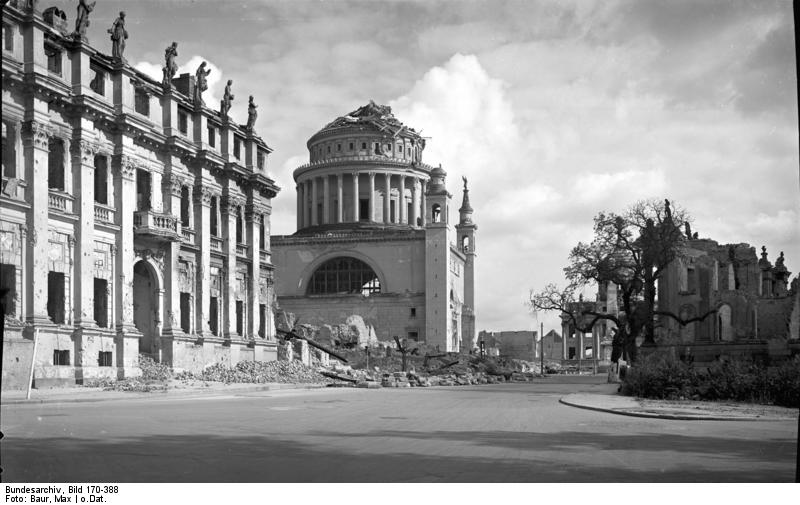
Ansicht nach 1945

Der ursprüngliche Plögersche Gasthof war ein dreistöckiges, unterkellertes Gebäude. Von seinem Vorbild wich das Gebäude insofern ab, als dass der Palazzo Valmarana in Vicenza nur eine einzige straßenseitige Schaufassade besitzt, während es sich beim Plögerschen Gasthof um ein Eckhaus mit dementsprechend zwei Schaufassaden handelt. Das ursprüngliche Bauwerk wurde aus Mauerziegeln errichtet, wogegen die tragende Konstruktion der Rekonstruktion aus Stahlbeton besteht. Bei der Fassade kamen Spolien des ursprünglichen Bauwerks zum Einsatz. Die Fassade wird durch vierzehn Pilaster vertikal gegliedert, davon acht an der der Schloßstraße zugewandten Fassade und sechs an der der Friedrich-Ebert-Straße zugewandten Fassade. Sie beginnen an der Unterkante der Fenster des erhöht liegenden Erdgeschosses und schließen auf Höhe der Oberkante der Fenster des ersten Stockwerks mit Kapitellen ab, deren Originale von den Bildhauern Johann Melchior Kambly und Matthias Müller geschaffen wurden.
Die Attika des Gebäudes zieren acht von Johann Peter Benkert geschaffene Sandsteinfiguren, die Figuren der römischen und griechischen Mythologie darstellen. Nach dem Abriss der Ruine gelangten diese in den Park Sanssouci in ein eigens dafür angelegtes Rondell. Bei der Wiederaufstellung musste zunächst evaluiert werden, ob die Aufstellung auf dem Dach den Figuren auf Dauer nicht schade und einzelne Figuren möglicherweise doch durch Kopien ersetzt werden müssen. Die Figuren verkörpern typische gastliche Motive, die auf die frühere Nutzung des Gebäudes als Gasthof hinweisen, in dem gespeist, getrunken und getanzt wurde. So sind beispielsweise neben einem Musiker mit Flöte auch die Göttin der Baumfrüchte Pomona sowie die Göttin des Ackerbaus Ceres dargestellt.
Ursprünglich stand eine von Gottlieb Heymüller geschaffene Legionärsfigur auf einem kleinen Podest an der Ecke des Gebäudes in Höhe des zweiten Stockwerks. Diese ist nicht erhalten und wurde durch eine Kopie ersetzt. Oberhalb der Fenster im Erdgeschoss befanden sich von Heymüller angefertigte Reliefs, die ebenfalls nicht erhalten sind und durch Nachbildungen ersetzt wurden. Den Schlussstein des Rundbogens am Hauptportal zierte ein Bacchuskopf, der noch im Original erhalten ist und wieder angebracht wurde. Dieser stammt von den Bildhauern Johann Melchior Kambly und Matthias Müller. Durch die Darstellung des Weingottes wird erneut ein Bezug zur Nutzung des Gebäudes als Gaststätte hergestellt.